# Heilig-Kreuz-Kapelle (Rhodos)
Die Heilig-Kreuz-Kapelle ist eine Kapelle des römisch-katholischen Erzbistums Rhodos in Rhodos-Stadt auf der gleichnamigen griechischen Insel Rhodos.
Die Heilig-Kreuz-Kapelle ist die Friedhofskapelle des katholischen Friedhofes der Insel Rhodos und dem Patrozinium der Kreuzerhöhung (Heilig-Kreuz-Kirche) gewidmet.
Die Planung des Katholischen Friedhofes begann 1925. Der italienische Architekt Florestano Di Fausto legte einen Masterplan vor mit drei Bereichen für einen katholischen Friedhof auf der Seite zur Stadt, einem muslimischen Friedhof in der Mitte und einen jüdischen Friedhof an der Außenseite. Der katholische Friedhofsteil wurde ergänzt um einen Bereich für orthodoxe Gräber. Der Katholische Friedhof ist durch zwei Bögen an der Seite der Trauerkapelle, bekannt als „Heilig-Kreuz-Kapelle“, zugänglich.
Der Friedhof mit der Heilig-Kreuz-Kapelle befindet sich südlich der Altstadt an der Straße zu dem Küstenort Kalithea.